# Willemijn Stokvis

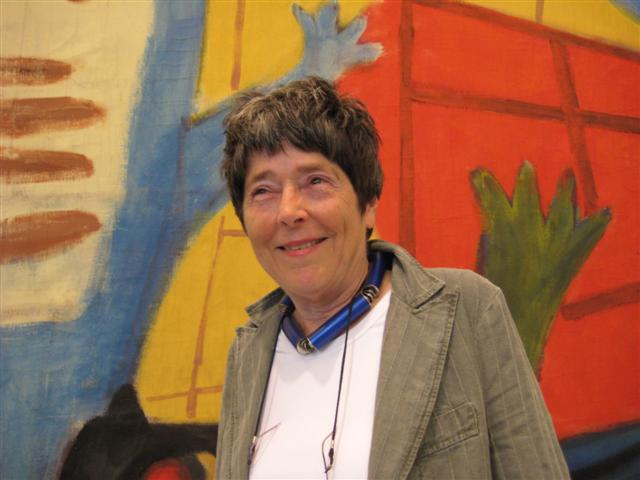
Willemijn Stokvis (2006)

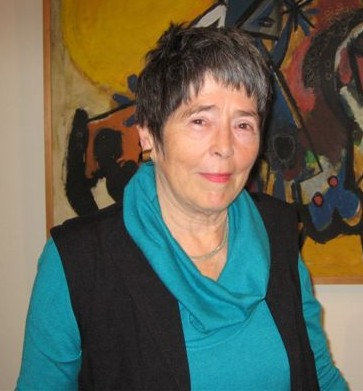
Willemijn Stokvis (2009) Foto: Léon van Hedel

Willemijn Stokvis (* 4. Februar 1937 in Vianen, Provinz Utrecht) ist eine niederländische Kunsthistorikerin, die als Koryphäe auf dem Fachgebiet Künstlergruppe CoBrA gilt.

## Leben und Werk
Willemijn Stokvis studierte Kunstgeschichte an der Universität Utrecht. Sie wurde 1973 zum Thema CoBrA promoviert. „Cobra. Geschiedenis, voorspel en betekenis van een beweging in de kunst van na de tweede wereldoorlog/Cobra. Eine internationale Bewegung in der Kunst nach dem Zweiten Weltkrieg“ war der Titel ihrer Dissertation, die ursprünglich im Verlag De Bezige Bij in Amsterdam verlegt wurde. Seit der Erstauflage 1974 erschienen mehrere Neuauflagen und Übersetzungen. 1975 wurde Willemijn Stokvis für dieses Standardwerk mit dem Karel-van-Mander-Preis ausgezeichnet. Es ist nicht nur auf kunsthistorischen Quellen basiert, sondern auch auf Interviews mit CoBrA-Künstlern und Zeitzeugen.
Stokvis arbeitete im Museum Boijmans Van Beuningen. Als Kunstkritikerin schrieb sie unter anderem für die Wochenzeitschrift Vrij Nederland. Von 1979 bis 1999 war sie Hochschullehrerin an der Universität Leiden.